# Bogna Bartosz
Bogna Bartosz (sinh tại Gdańsk) là một ca sĩ sở hữu chất giọng mezzo-soprano và contralto người Ba Lan. 

## Sự nghiệp
Bartosz từng học tại Học viện âm nhạc ở Gdansk và tốt nghiệp loại xuất sắc. Sau đó, bà theo học tại Đại học Nghệ thuật Berlin.
Năm 1992, bà giành giải nhất tại Cuộc thi Bach quốc tế lần thứ 9 ở Leipzig. Cùng năm, bà được tổ chức phát thanh truyền hình MDR ở Leipzig trao tặng giải đặc biệt.
Bà từng hát với các dàn nhạc nổi tiếng như Amsterdam Baroque Orchestra, the Orchestra of the Arena di Verona, Japan Philharmonic Orchestra.